# Langkawi
Langkawi er en øgruppe på 99 øer i Andamanhavet, omkring 30 km udenfor det malaysiske fastland. Øerne udgør en del af den malaysiske delstat Kedah, men ligger nær kysten til Thailand. Den største af øerne er Pulau Langkawi ("pulau" betyder "ø") med en befolkning på omkring 65.000 indbyggere. Den eneste anden beboede ø er Pulau Tuba. Tilsammen har øgruppen omkring 94.000 indbyggere.
Langkawi med sine sandstrande er blevet udviklet som en af Malaysias største turistdestinationer siden 1987. Nu er der flotte hoteller der. Hovedøen har sin egen flyveplads med direkte charterfly fra Europa og Japan i højsæsonen.
Den 26. december 2004 blev øerne ramt af tsunamier udløst af en række undersøiske jordskælv langs en linje fra vest for Sumatra til Andamanerne.